# Neivamyrmex physognathus
Neivamyrmex physognathus é uma espécie de formiga do gênero Neivamyrmex.